# Personalausweisgesetz
Das Personalausweisgesetz (PAuswG) regelt in Deutschland die Ausweispflicht (§ 1) und den Inhalt (§ 5) von Personalausweisen, ihre Gültigkeitsdauer (§ 6), die Führung von Personalausweisregistern (§§ 23 bis 26) sowie die Nutzung der Ausweisdaten.
Die Ausweispflicht verlangt von allen Deutschen, einen gültigen Ausweis
- zu besitzen, sobald sie 16 Jahre alt und in Deutschland meldepflichtig sind oder sich hier überwiegend aufhalten, und
- sich mit ihm auszuweisen, also ihn einer zur Identitätsfeststellung berechtigten Behörde auf deren Verlangen zum Abgleich vorzulegen.[1]

Als Ausweis in diesem Sinne sind definiert der Personalausweis, der vorläufige Personalausweis und der Ersatz-Personalausweis; ein Reisepass ist kein Ausweis in diesem Sinne, mit seinem Besitz und seiner Vorlage genügt man seinen Ausweispflichten jedoch gleichwertig. Eine Pflicht zum Mitführen seines Ausweises besteht in Deutschland so nicht. Die Missachtung einer Ausweispflicht ist ordnungswidrig; die Weigerung der Angabe oder die Falschangabe eigener Personalien gegenüber einer zuständigen Stelle ist nach § 111 OWiG eine Ordnungswidrigkeit. Recht auf Besitz eines Ausweises haben auch Deutsche vor Vollendung des 16. Lebensjahres oder ohne gewöhnlichen Aufenthalt oder Wohnsitz im Bundesgebiet.
Nach den Polizei- bzw. Sicherheits- und Ordnungsgesetzen der Länder darf unter bestimmten Umständen (in Zusammenhang mit Gefahr oder Straftatenbegehung) die Identität einer Person festgestellt werden (Identitätsfeststellung). Wenn die Identität einer Person nicht anders oder nur unter erheblichen Schwierigkeiten festgestellt werden kann, dürfen Polizeivollzugsbeamte die betreffende Person auch festhalten oder zur Dienststelle verbringen sowie sie und die von ihr mitgeführten Sachen zum Zwecke der Identitätsfeststellung durchsuchen.
Seit dem als Artikelgesetz erlassenen Terrorismusbekämpfungsgesetz vom 9. Januar 2002 dürfen auch biometrische Merkmale in den Ausweis aufgenommen werden. Seit 1. November 2007 werden im Reisepass Abdrücke des rechten und linken Zeigefingers gespeichert. 2007 scheiterte ein Gesetzesvorhaben, dass die (freiwillige) Angabe des Doktorgrades im Ausweis entfalle.
Konkretisierungen zu den im Gesetz enthaltenen Regelungen finden sich zusätzlich in der Personalausweisverordnung (PAuswV) und Personalausweisgebührenverordnung (PAuswGebV).
Mit der Neufassung des Personalausweisgesetzes am 1. November 2010 kamen mehrere Änderungen für den elektronischen Personalausweis (ePA) zu Tragen: So darf laut § 1 Abs. 1 S. 3 PAuswG grundsätzlich nicht mehr vom Ausweisinhaber verlangt werden, den Personalausweis als Sicherheit zu hinterlegen oder aus sonstigen Gründen aus der Hand zu geben. Zudem ist der Ausweisinhaber gemäß § 27 Abs. 2 PAuswG für den Schutz seiner Geheimnummer vor Missbrauch verantwortlich.
Hier geregelte Ausweise sind Eigentum der Bundesrepublik Deutschland.